# Coron (Maine-et-Loire)
Coron is een gemeente in het Franse departement Maine-et-Loire (regio Pays de la Loire). Coron telde op 1 januari 2022 1.575 inwoners. 

## Geografie
De oppervlakte van Coron bedroeg op 1 januari 2022 31,49 vierkante kilometer; de bevolkingsdichtheid was toen 50 inwoners per km².

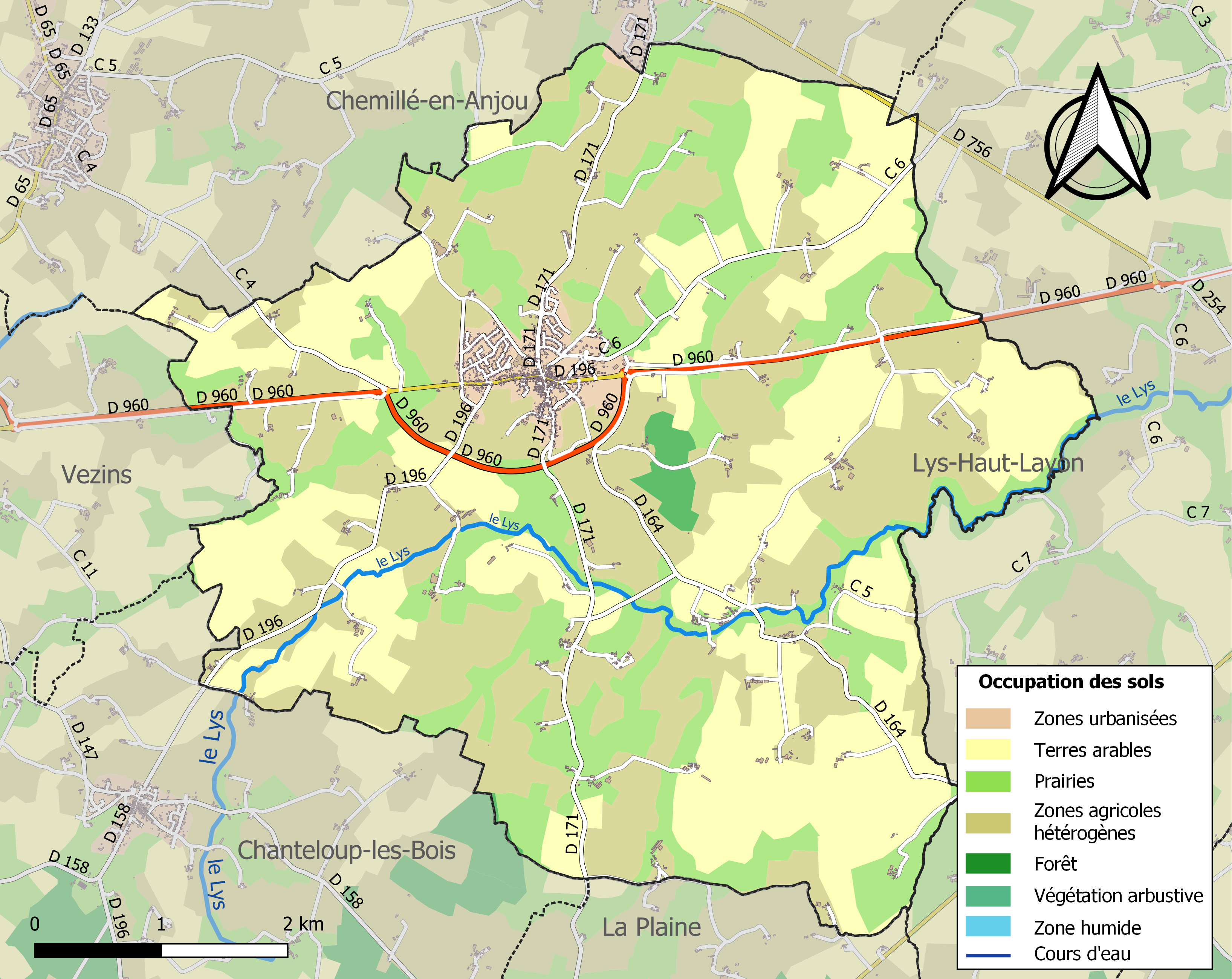
Kaart van de gemeente met de belangrijkste infrastructuur, bodemgebruik en omliggende gemeenten

## Demografie
Onderstaande figuur toont het verloop van het inwonertal (bron: INSEE-tellingen).